# Castello di Montalbano Elicona
Il castello di Montalbano Elicona si trova a Montalbano Elicona, comune italiano della città metropolitana di Messina, in Sicilia. È ubicato in piazza Castello nel centro storico del borgo medievale della cittadina del Val Demone.

## Storia
La parte più antica del castello fu costruita dai Normanni. Negli oltre otto secoli di storia il castello è passato più volte di proprietà per alterne e oscure vicende:
- XI - XII secolo, Fortificazione periodo normanno;
- XIII secolo, Dimora periodo svevo dalle connotazioni tipiche dell'architettura della dominazione sveva;
- XIII secolo, Vespri Siciliani e la contesa fra fazioni latina e aragonese.
- XIV secolo, Dimora periodo aragonese, Dimora regia con baluardi protettivi ascrivibili all'architettura della dominazione aragonese;
- XVI secolo, Dimora periodo spagnolo.
- 1805, Il castello è ceduto dall'ultimo proprietario, il nobile Giuseppe Bonanno Branciforti, all'Ordine dei gesuiti divenendo un monastero.
- 1921 - 1967, Il castello è sede del Comune di Montalbano Elicona.
- 1967, Il Castello e il Borgo medievale oggi.

### Fortificazione durante il Regno di Sicilia

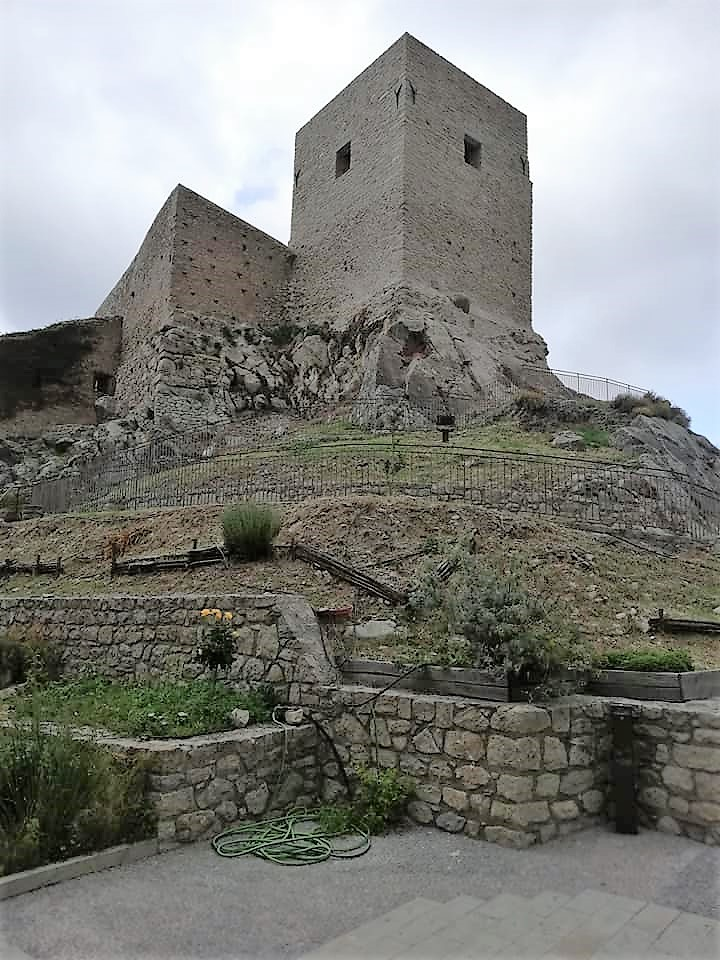
Primitivo nucleo, torre d'avvistamento.

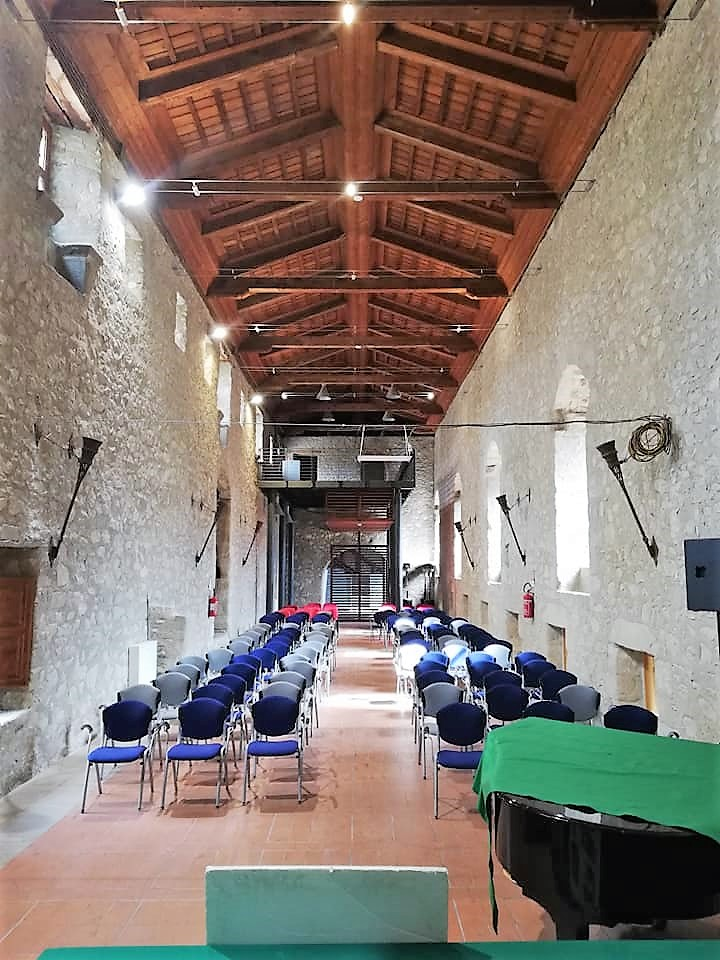
Ala ovest, ambiente adibito a sala conferenze.

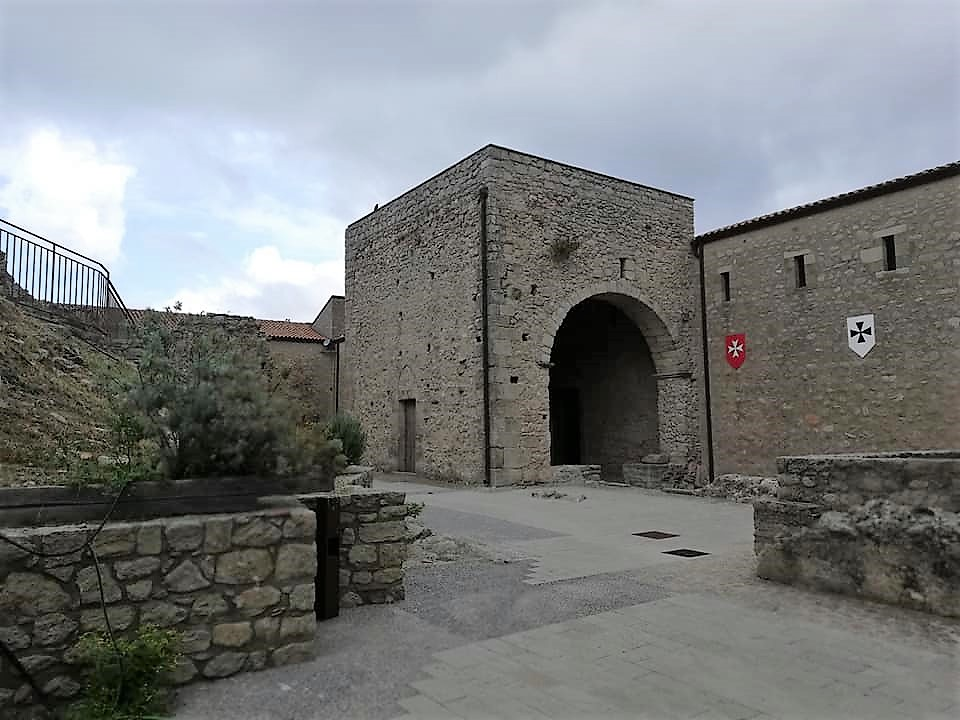
Cappella palatina.

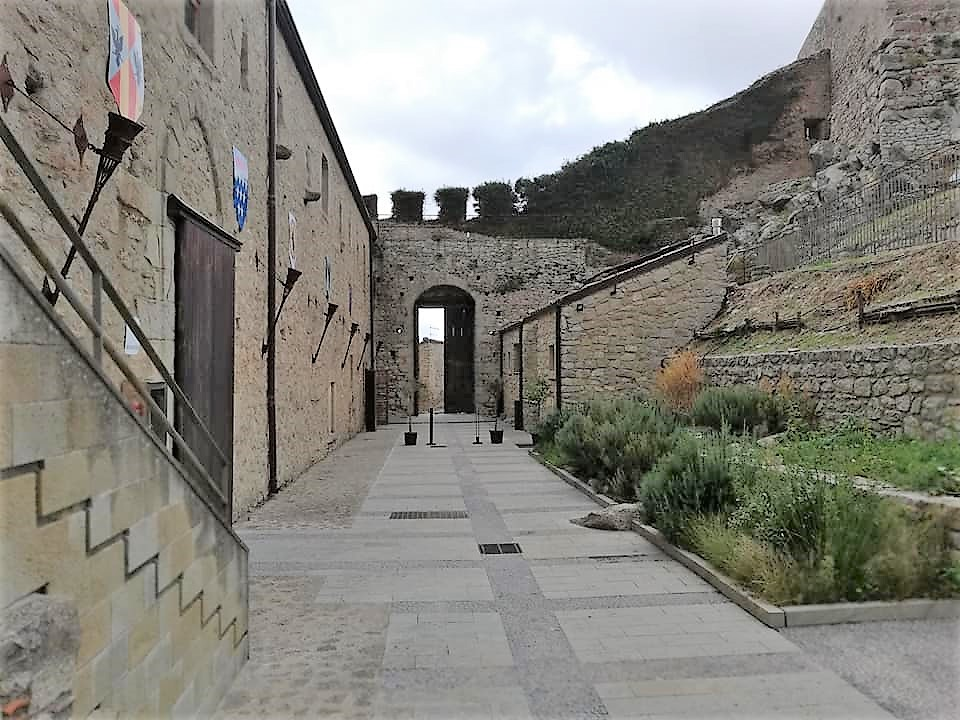
Passaggio Porta Carraia e ala ovest.

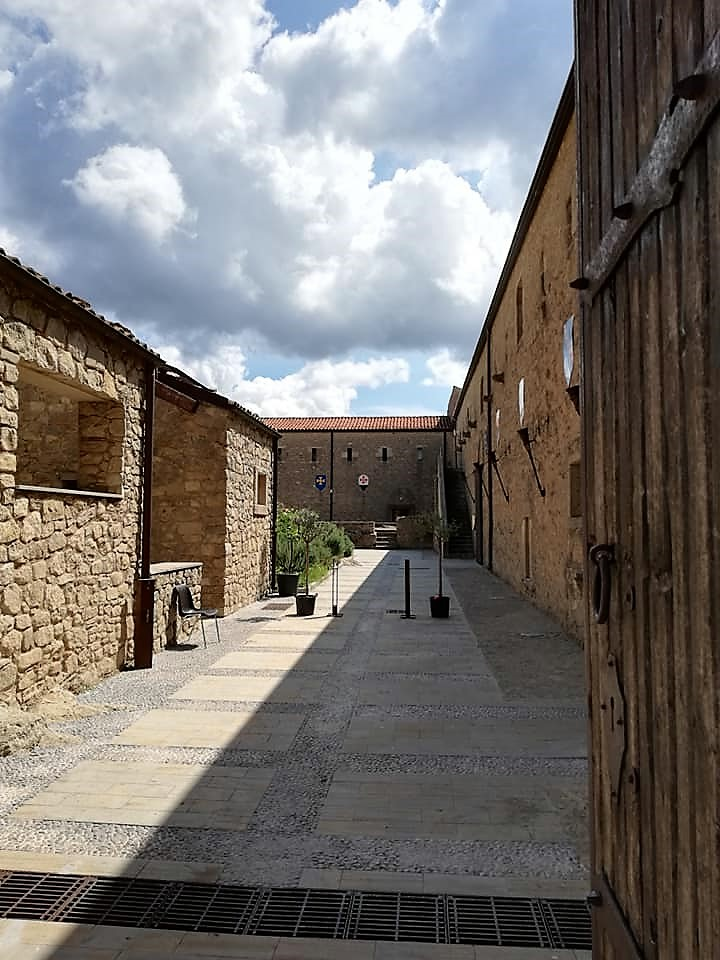
Passaggio Porta Carraia.

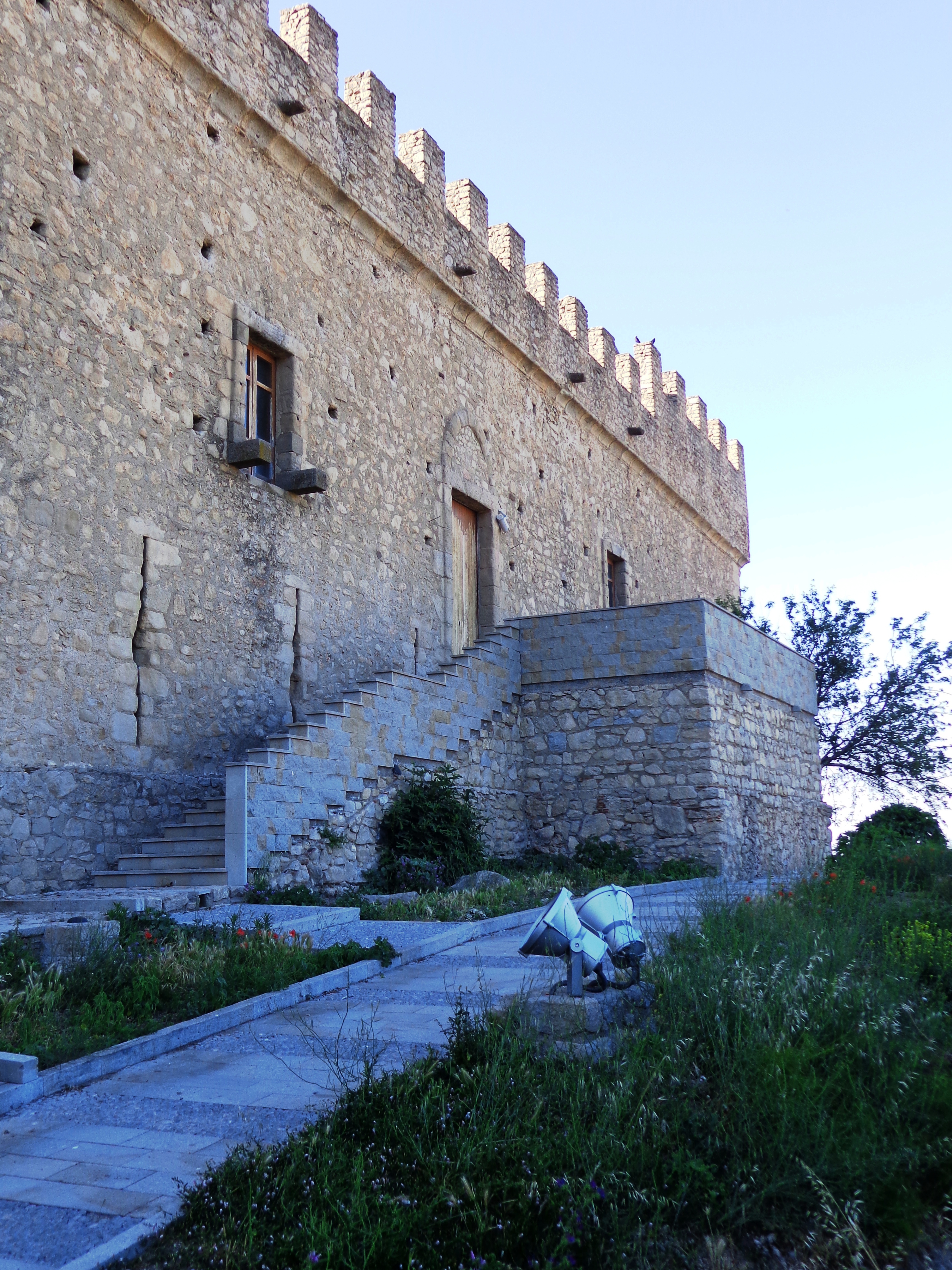
Ingresso esterno con scalone monumentale.

La prima documentazione scritta è dovuta al geografo viaggiatore arabo Idrisi che lo annovera nel Libro di Ruggero del 1154 come torre di guardia quadrangolare posta a mezzogiorno provvista di cinta difensiva.
Il nucleo sommitale originario, nasce come presidio militare ma, per la sua posizione, si rivela ben presto inefficace e inefficiente come baluardo difensivo. La fortificazione sebbene ubicata oltre i 900 metri sul livello del mare, domina e controlla una parte limitata della costa e delle vie d'accesso poste sul litorale tirrenico.
L'imperatore Federico II di Sicilia impone un nuovo assetto politico e una diversa configurazione alla struttura urbanistica del centro medievale ribellatosi alla sua volontà a causa delle promulgazioni delle Leggi Melfitane o Costituzioni di Melfi, demolendo parzialmente il primitivo manufatto, deportando gran parte della popolazione ad Agrigento e procedendo in seguito, a una totale riedificazione della fortezza, portata a termine solo più tardi dal pronipote Federico III di Sicilia.
L'aggiunta di una torre poligonale a settentrione ne modifica la struttura nel periodo Svevo, mentre le fortificazioni a quota più bassa cominciano ad assumere l'aspetto di possenti mura d'edificio rettangolare, ove il lato nord occidentale è costituito dal primitivo baluardo da sempre oggetto d'interventi stratificati. in tale periodo è certo l'intervento dell'architetto Riccardo da Lentini.
Per salubrità e mitezza del clima si presta in modo particolare come residenza di svago pur assumendo connotazioni e architetture di carattere difensivo.
Durante il regno federiciano è avviato un censimento dei castelli e con il decreto "Statutum de reparatione castrorum" (1231 - 1240), il quale prevede la loro ristrutturazione e manutenzione a carico dei cittadini.
Il castello non è inserito nel Castra exempta redatto per volontà dell'Imperatore Federico II di Svevia con la collaborazione di Pier della Vigna stilato nel 1239. In esso non compaiono i palazzi e le residenze di caccia e svago, le "domus solaciorum", di pertinenza comunque regia e soprattutto alcuni siti molto noti, spesso sotto il controllo della Curia, che all'epoca non erano ancora stati costruiti o ultimati.
Accorpati gli undici Giustizierati del Regno in sole cinque circoscrizioni più ampie. Nello specifico: "Sicilie citra flumen Salsum et totius Calabrie usque ad portam Roseti".

### Vespri Siciliani
I tumulti palermitani sfociati nei Vespri Siciliani nascono dalla contesa delle fazioni dei latini e aragonesi, la prima appoggiava il casato di ceppo latino degli Angioini come prosecuzione delle famiglie degli Altavilla e Hohenstaufen, la seconda fazione favorevole alla "naturale" successione ereditaria determinata dalla combinazione matrimoniale Hohenstaufen - Aragona in seguito al matrimonio di Pietro III di Aragona detto il Grande e Costanza II di Sicilia figlia di Manfredi d'Hohenstaufen e nipote di Federico II di Sicilia. Il matrimonio combinato per ragioni dinastiche è considerato il male minore rispetto alle prepotenti mire espansionistiche della casa Angioina.
- 1299, primo settembre, Re Giacomo II d'Aragona sbarca a Patti con una potente flotta soggiornandovi per due mesi ospite del vescovo Giovanni II obbediente alle indicazioni del Papa, schierandosi di fatto contro il fratello Federico III di Sicilia legittimo Re di Sicilia.

La contesa delle fazioni di Carlo II d'Angiò lo Zoppo appoggiato dal sovrano Giacomo II d'Aragona e dal Papa Bonifacio VIII contro la flotta di Federico III di Sicilia, prevede la cessione della Sardegna e della Corsica alla Corona d'Aragona a fronte della Sicilia sottratta a Federico III e consegnata agli Angioini, trova il suo esito favorevole per la causa siciliana nella battaglia di Capo d'Orlando.
- 1303, Dopo la Pace di Caltabellotta i Montalbanesi si riappropriano della loro città semidistrutta.
- Giovanni d'Aragona duca di Randazzo
- Blasco di Alagona il Vecchio
- Blasco di Alagona il Giovane

Sotto il regno di Federico III, sul poderoso quadrilatero aperto con prospetto principale a meridione, sorge una vera e propria residenza per i soggiorni estivi dotata dei più avanzati sistemi di controllo e di difesa esistenti all'epoca: le numerose feritoie che consentono un raggio d'esplorazione di oltre 270 gradi, camminamenti e merlature per il coronamento superiore del palazzo. La combinazione feritoie nel basamento inferiore e grandi finestre al piano nobile, l'assenza di bastioni, contrafforti e rivellini, fossati, ponti levatoi e ulteriori cinta di mura protettive, fanno protendere alla realizzazione di una vera dimora reale adibita agli ozi e diletti dei sovrani.
- 1348, Il re Ludovico di Sicilia e la madre Elisabetta di Carinzia si ritirano a Montalbano.
- 1350, La proprietà è assegnata al nobile Matteo Palizzi esponente della fazione latina. Nominato nel giugno 1349 Gran Cancelliere del Regno di Sicilia, nel novembre 1350 cede a Blasco II Alagona il feudo di Caronia, ricevendo in cambio Montalbano Elicona e Butera.[5] Nel 1353 avanza alla corte angioina di Napoli un intervento a Messina, ma assediato dalle armate di Ludovico di Sicilia, è deposto e assassinato il 19 luglio di quell'anno dalla popolazione locale, in un tumulto, insieme a moglie e figlio. Nel 1355 re Ludovico muore durante un'epidemia di peste nera senza eredi legittimi pertanto, il trono passa al fratello Federico IV affiancato dalla vicaria abadessa Eufemia d'Aragona, reggente del Regno.[6]
- 1356, Luigi di Taranto, Re di Napoli, prospettando una nuova occupazione dell'isola assegna il castello il 24 dicembre a Nicolò Cesareo col titolo di conte di Montalbano ed i possedimenti di Naso e Tripi.
- Nella continua disputa fra fazioni dei latini e aragonesi, la cittadina si ritrova contesa tra Blasco II Alagona, signore del castello di Montalbano, e Nicolò Cesareo. Il possedimento passa in linea ereditaria di proprietà ad Artale I Alagona.
- 1359, Federico IV di Sicilia assegna possedimenti e il castello al nobile Vinciguerra d'Aragona appartenente alla fazione dei Catalani.[7]
- 1372, Si trascinano le piccole ripicche locali ma, è raggiunta la pace tra gli angioini di Napoli e gli aragonesi di Sicilia, l'isola resta alla casa d'Aragona e il sovrano Federico IV di Sicilia, detto il Semplice, è riconosciuto come re di Sicilia. Ma anche gli angioini reclamano il titolo che è riconosciuto alla regina Giovanna I di Napoli, distinguendo due regni di Sicilia e due Sicilie: "una al di là del Faro" e "una al di qua del Faro".
- 1377, Maria di Sicilia, erede designata al trono e promessa sposa al duca di Milano Giangaleazzo Visconti, è rapita e rinchiusa nel Castello Ursino di Catania. Figlia di Federico IV di Sicilia regna supportata da quattro tutori e vicari: Artale I Alagona, Manfredi Chiaramonte, Francesco Ventimiglia e Guglielmo Peralta. Sposa Martino I di Sicilia detto il Giovane, figlio di Martino II di Sicilia, detto il Vecchio - del casato d'Aragona.
- 1393, Berengario Cruillas nel dicembre assume la proprietà dei possedimenti per concessione di Martino I di Sicilia.[4]
- ?, Tommaso Romano, barone di Cesarò, è nuovo proprietario.[2][8] Figlio di Cristoforo Romano, Strategoto di Messina (1320), (1348).[9]
  - ?, Giovanni Romano.[8]
    - 15 novembre 1396, Tommaso Romano.[8] Nel 1408 è al servizio di re Martino il Giovane. Barone di Fiumedinisi (1392), signore di Savoca, Sant'Alessio, Calatabiano, Bissana, Gisia, Cattafi, Montalbano e Favarotta.[10] Strategoto di Messina e Maestro Giustiziere di Sicilia (1363), (1375), (1391), (1409), (1415).
      - ?, Cristoforo Romano junior.[11]
        - ?, Antonio Romano.[11]
          - ?, Tommaso Romano.[11]
            - ?, Antonio Romano secondo.[11]

      - ?, Pietro Romano.[8]
        - ?, Antonino Romano[8] padre di Antonia
          - ?, Antonia Romano, erede di Tommaso Romano, contraendo matrimonio con Filippo Bonanno e La Rocca, barone di Canicattì, porta in dote la proprietà.[8]
            - 31 agosto 1623, Giacomo Bonanno Romano Colonna, barone di Canicattì, I duca di Montalbano per concessione del sovrano Filippo III di Spagna.[8]
- 1396, La proprietà è assegnata a esponenti del ramo siciliano della famiglia Lancia o Lanza anno in cui castello e possedimenti sono dichiarati feudo.

### Dimora durante il periodo vicereale
- ?, La proprietà è assegnata alla famiglia dei Romano - Colonna al tempo dei viceré spagnoli. Nel 1571 con Filippo II di Spagna re di Sicilia, Don Giovanni d'Austria, figlio illegittimo di Carlo V d'Asburgo e fratello del sovrano, l'ammiraglio Marcantonio Colonna viceré di Sicilia dal 1577 - 1584, conducono la Battaglia di Lepanto. Messina e Milazzo coi rispettivi porti e castelli sono i centri nevralgici per le flotte di stanza in Sicilia.
  - Nell'apparato amministrativo dell'isola il ramo siciliano della famiglia Colonna è presente con un altro alto rappresentante del casato nella persona di Marcantonio Colonna viceré di Sicilia (1775 - 1781), regnante Ferdinando III di Sicilia.
- 1587, La proprietà passa alla famiglia Bonanno derivata nel casato dei Bonanno - Branciforti.

### Epoca del Regno di Sicilia durante la Dinastia dei Borbone
- 24 dicembre 1740, Giuseppe Bonanno Filangieri del Bosco, Grande di Spagna di I classe, principe della Cattolica, duca di Montalbano, regnante Carlo III di Spagna.[12]

### Epoca contemporanea

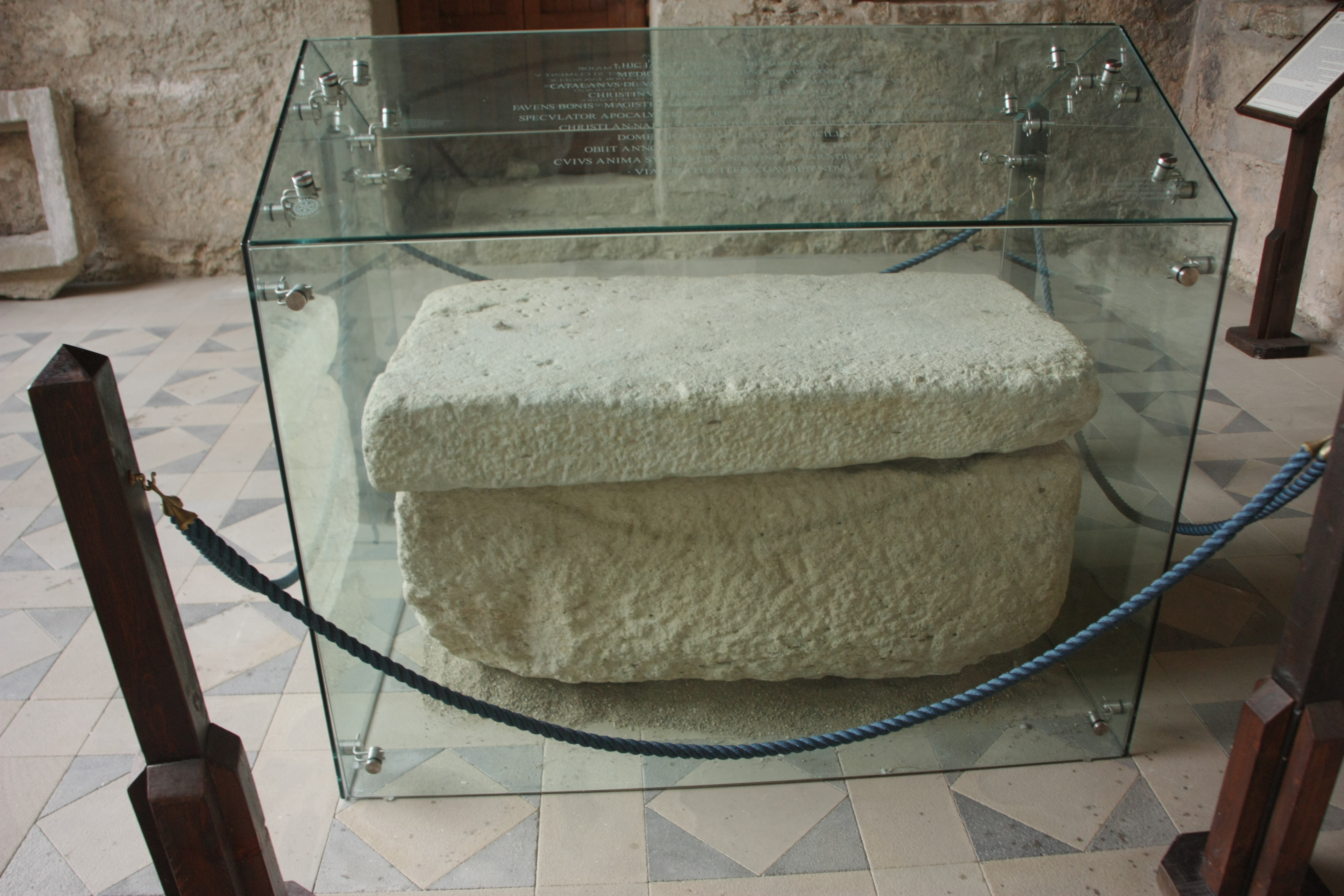
La tomba di Arnaldo da Villanova all'interno del castello.

Il castello è di proprietà comunale, in ottime condizioni dopo aver subito lunghi lavori di restauro che lo rendono fruibile in tutti gli ambienti. Due diverse campagne di restauro hanno restituito un monumento fra i più belli della provincia e della Sicilia intera con destinazione sede espositiva.
Di recente istituzione il Museo delle armi e il centro per lo sviluppo del borgo medievale.
Il 7 maggio 2015 in occasione del 1º convegno Internazionale di Studi su Arnaldo da Villanova è stata inaugurata la tomba e posta in risalto secondo l'importanza della figura.

## Ambienti

### Piano nobile
- Ala ovest: sala conferenze, ingresso biglietteria.
- Ala sud: sale armature, abbigliamento sovrani, insegne delle contrade.
- Ala est: sala degli strumenti musicali medievali.

### Cappella Palatina della Santissima Trinità
All'interno del maniero è presente la Cappella Palatina della Santissima Trinità, privilegio esclusivo dei sovrani, identificabile come tricora o cuba di epoca bizantina, cronologicamente coeva alla chiesa dei Santi Apostoli Pietro e Paolo sorta nella cittadella al di fuori del perimetro del Palatium, tramutata e pervenuta a noi come basilica minore di Santa Maria Assunta e San Nicolò Vescovo.
All'interno della cappella è presente la lapide spartana di Arnaldo da Villanova. Il medico, matematico e alchimista, consigliere della Corona d'Aragona, presente numerose volte in Sicilia e spesso ospite nel castello di Montalbano, muore durante un viaggio presso il porto di Genova, pertanto è verosimile che la targa marmorea presente nella cappella abbia solo funzioni commemorative.

## Personaggi legati al castello

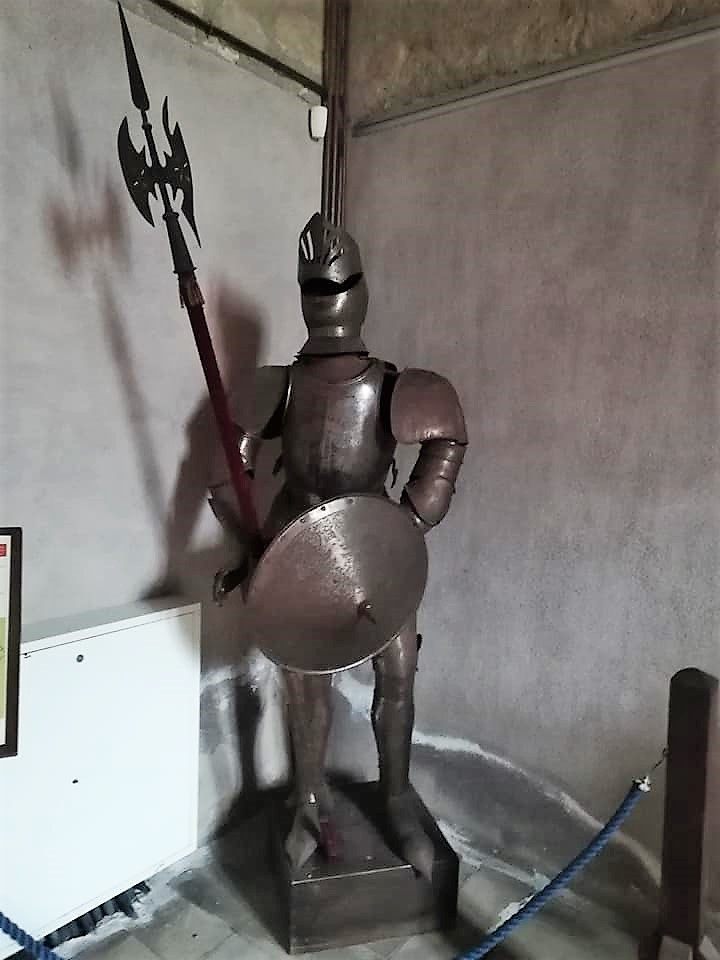
Riproduzione d'armatura d'epoca.

- Antonia Romano in dote a Filippo Bonanno barone di Canicattì
- Arnaldo da Villanova
- Blasco di Alagona il Vecchio
- Blasco di Alagona il Giovane
- Berengario Cruyllas
- Federico II di Svevia
- Federico III di Sicilia
- Giovanna I di Napoli
- Giovanni d'Aragona duca di Randazzo
- Gran Conte Ruggero
- Idrisi
- Riccardo da Lentini
- Ruggero II di Sicilia
- Tommaso Romano barone di Cesarò

## Galleria d'immagini

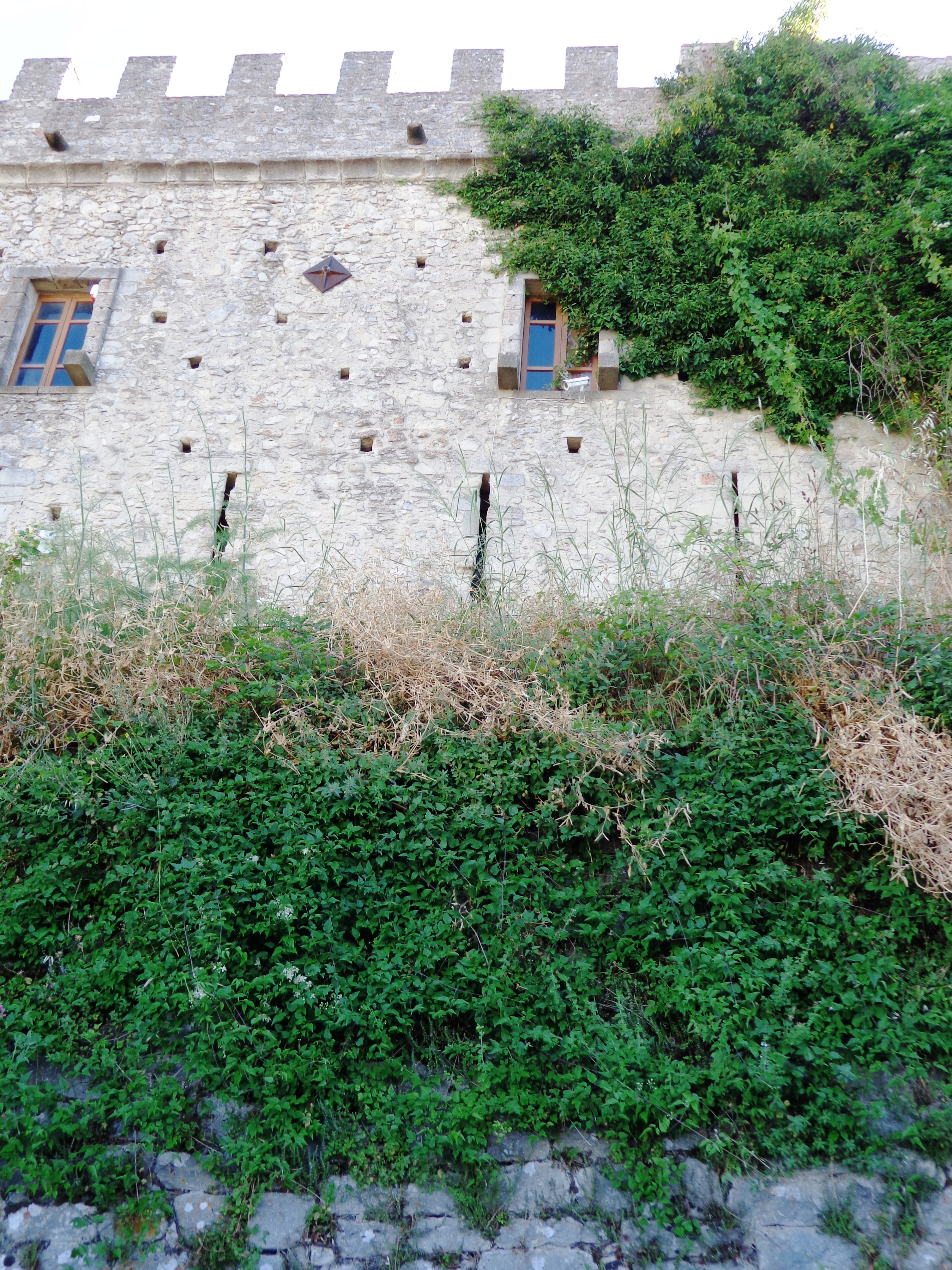
Prospetto settentrionale
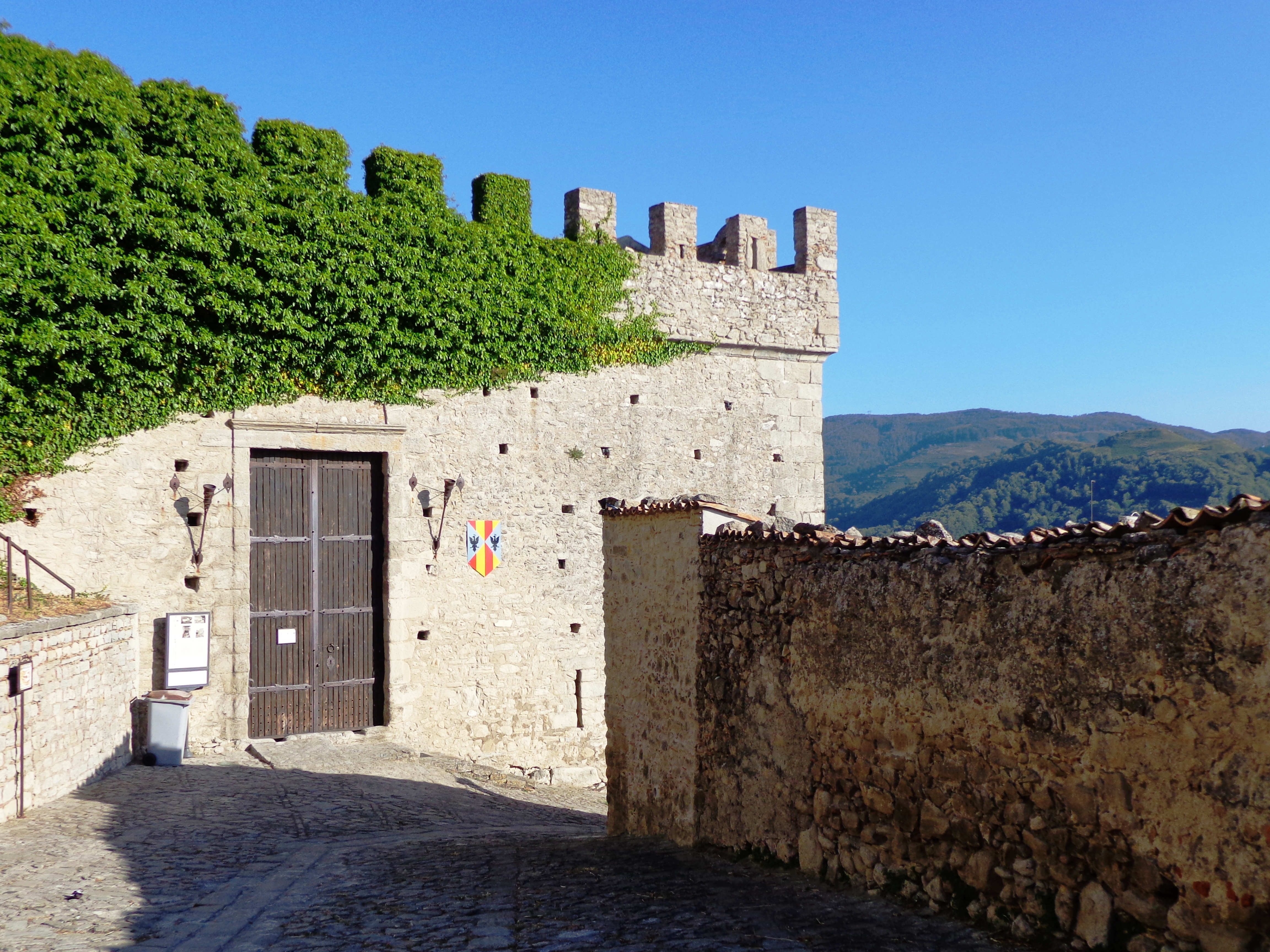
Ingresso visitatori
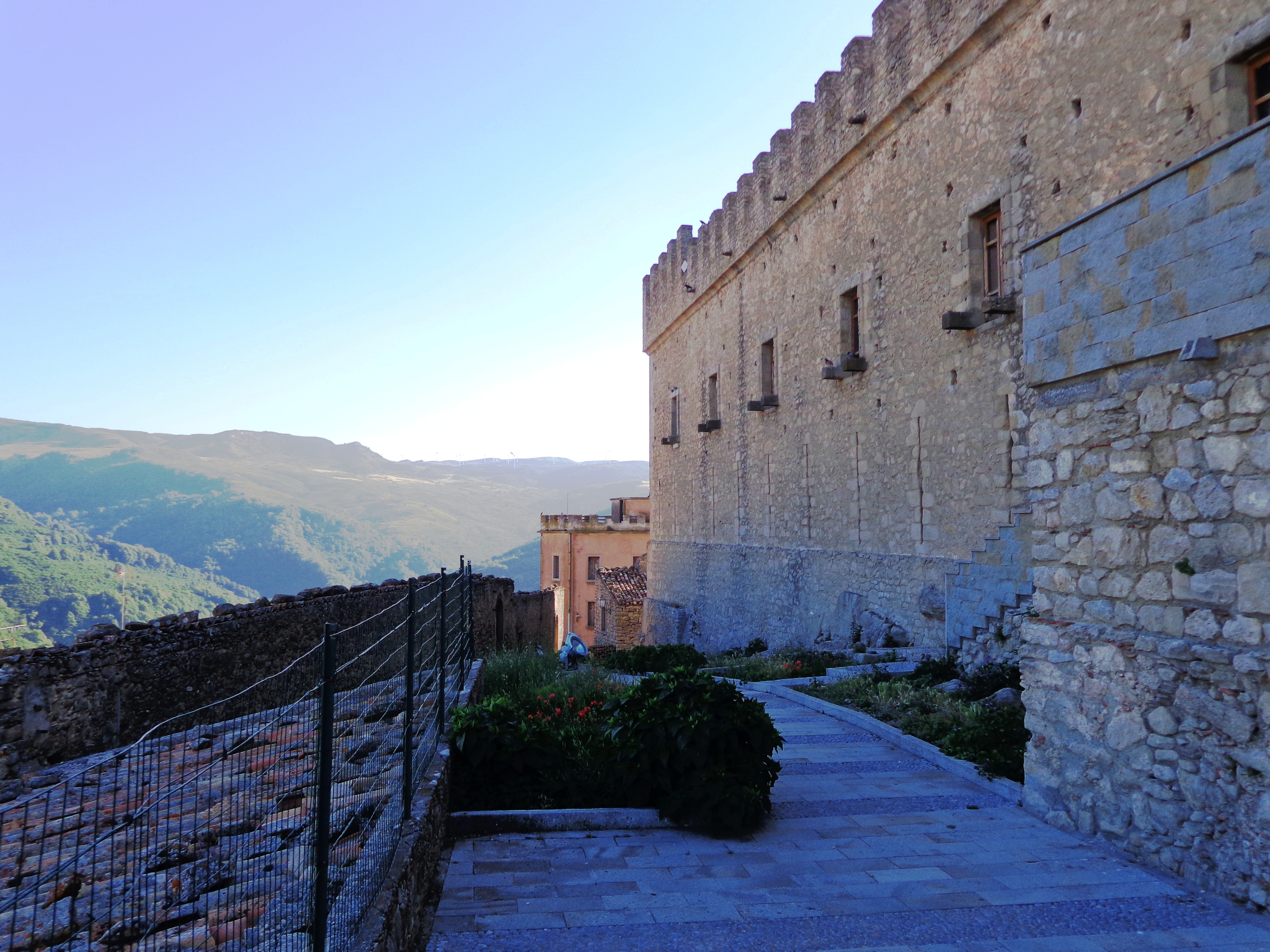
Prospetto orientale
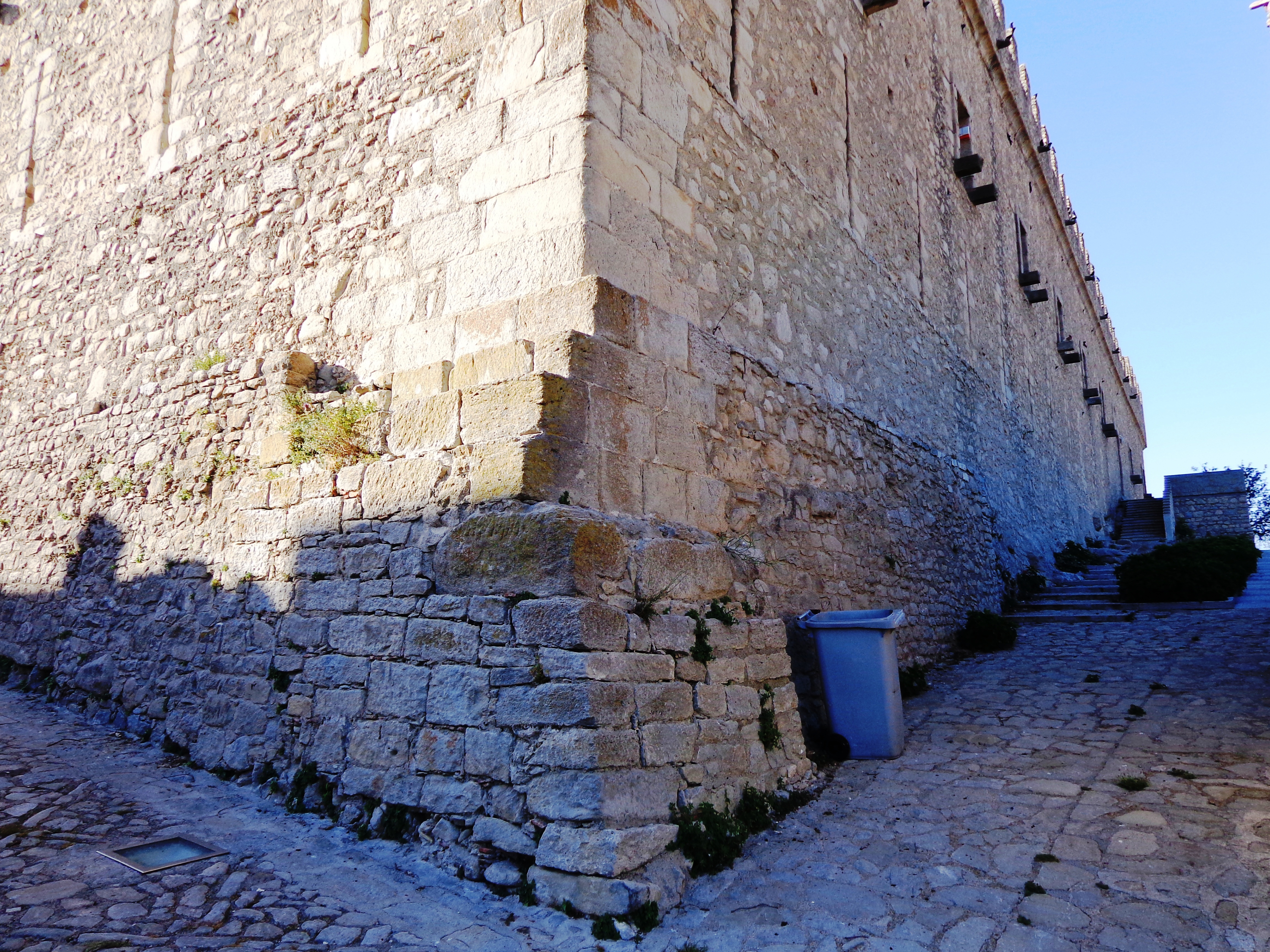
Angolo sud-est
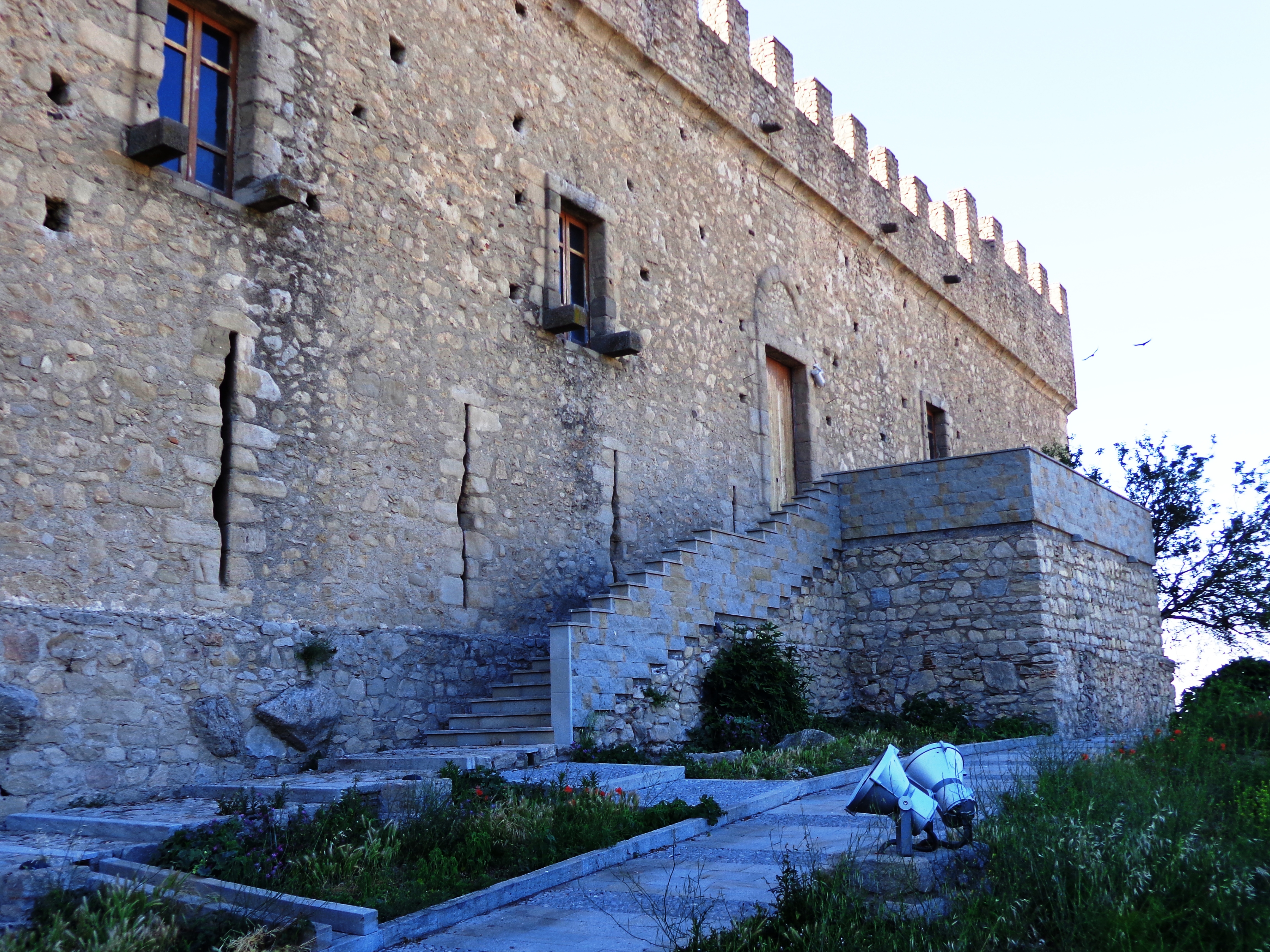
Prospetto meridionale
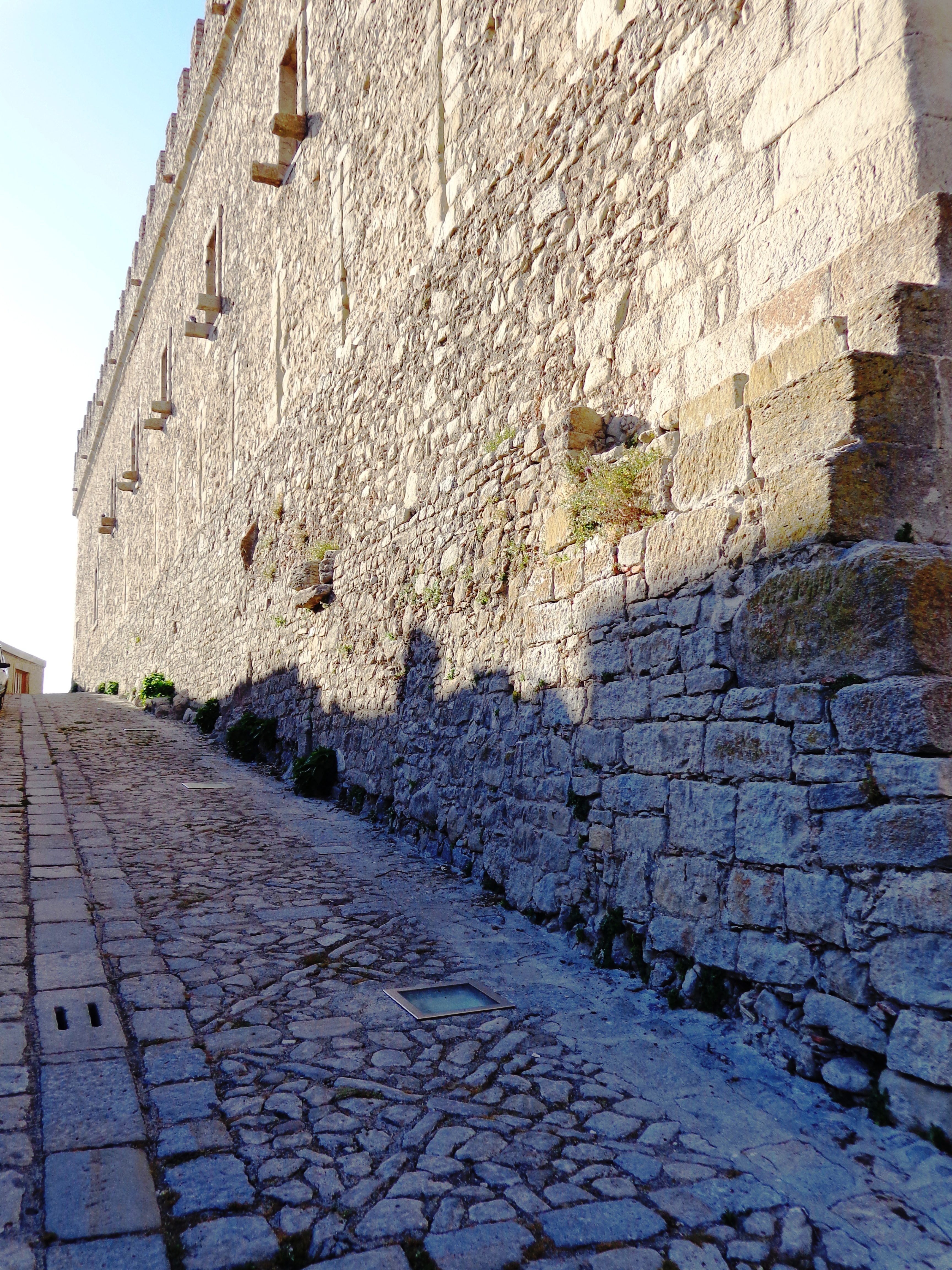
Ingresso nobile a oriente
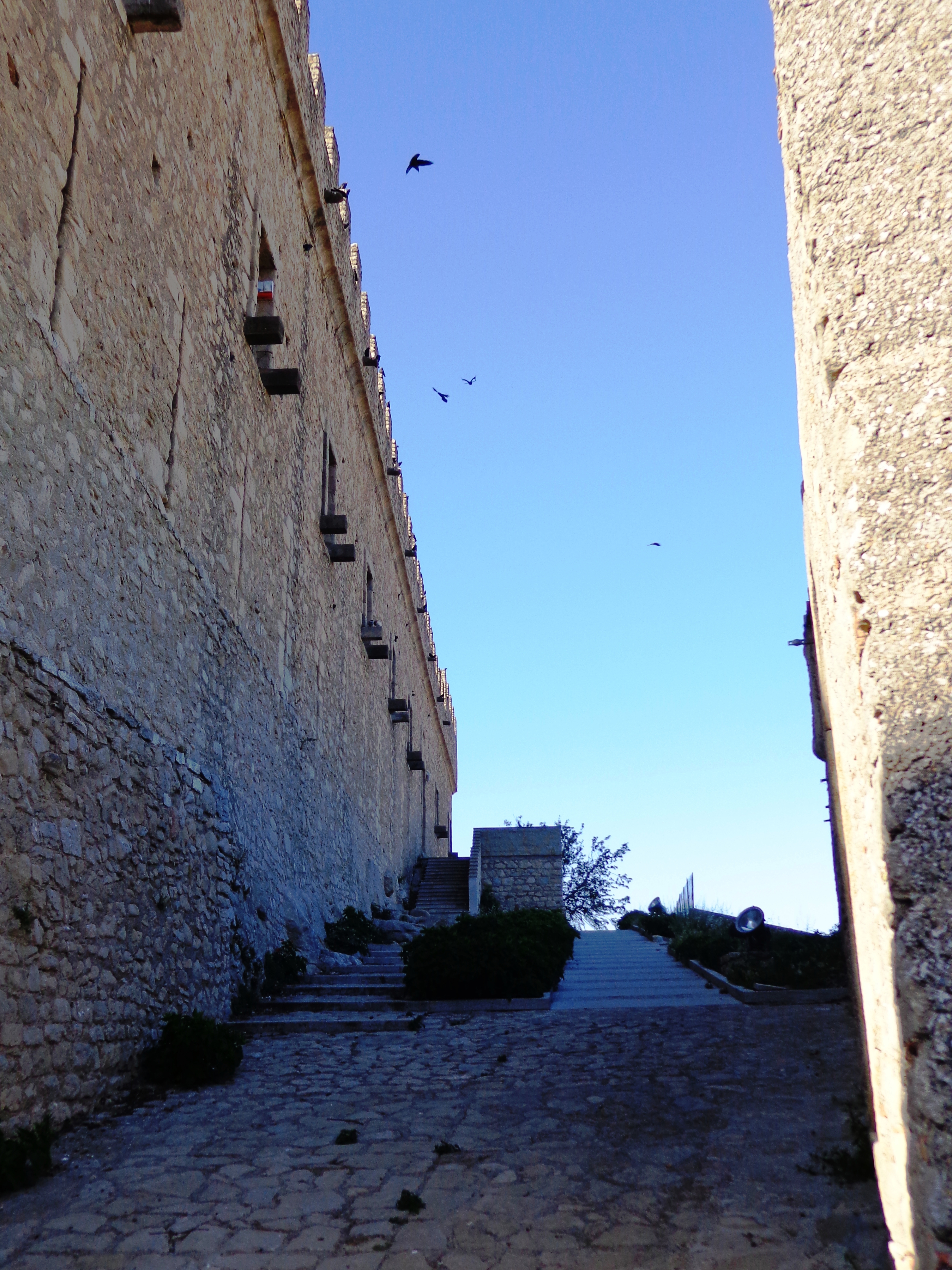
Prospetto orientale
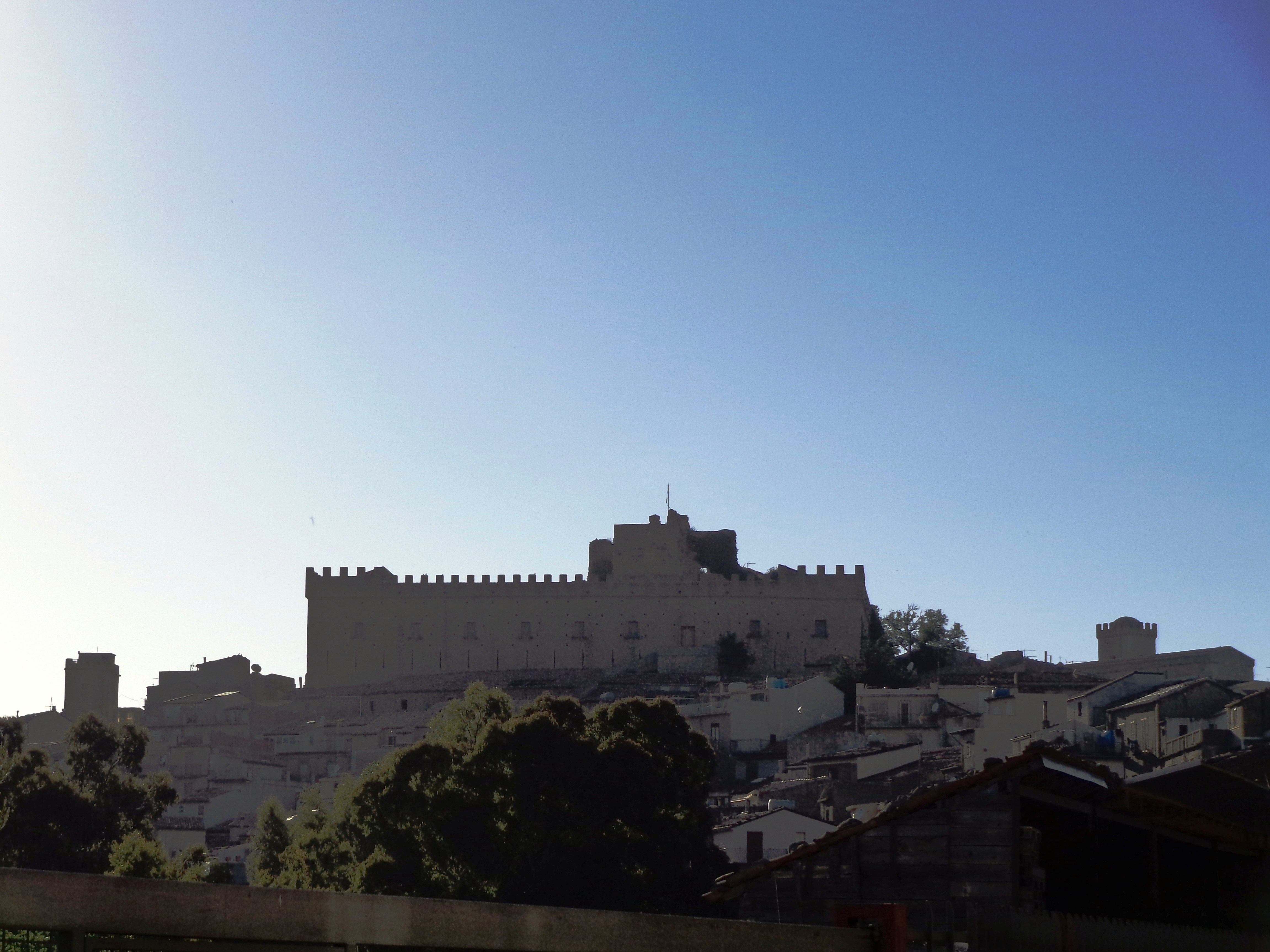
Panorama orientale della Cittadella
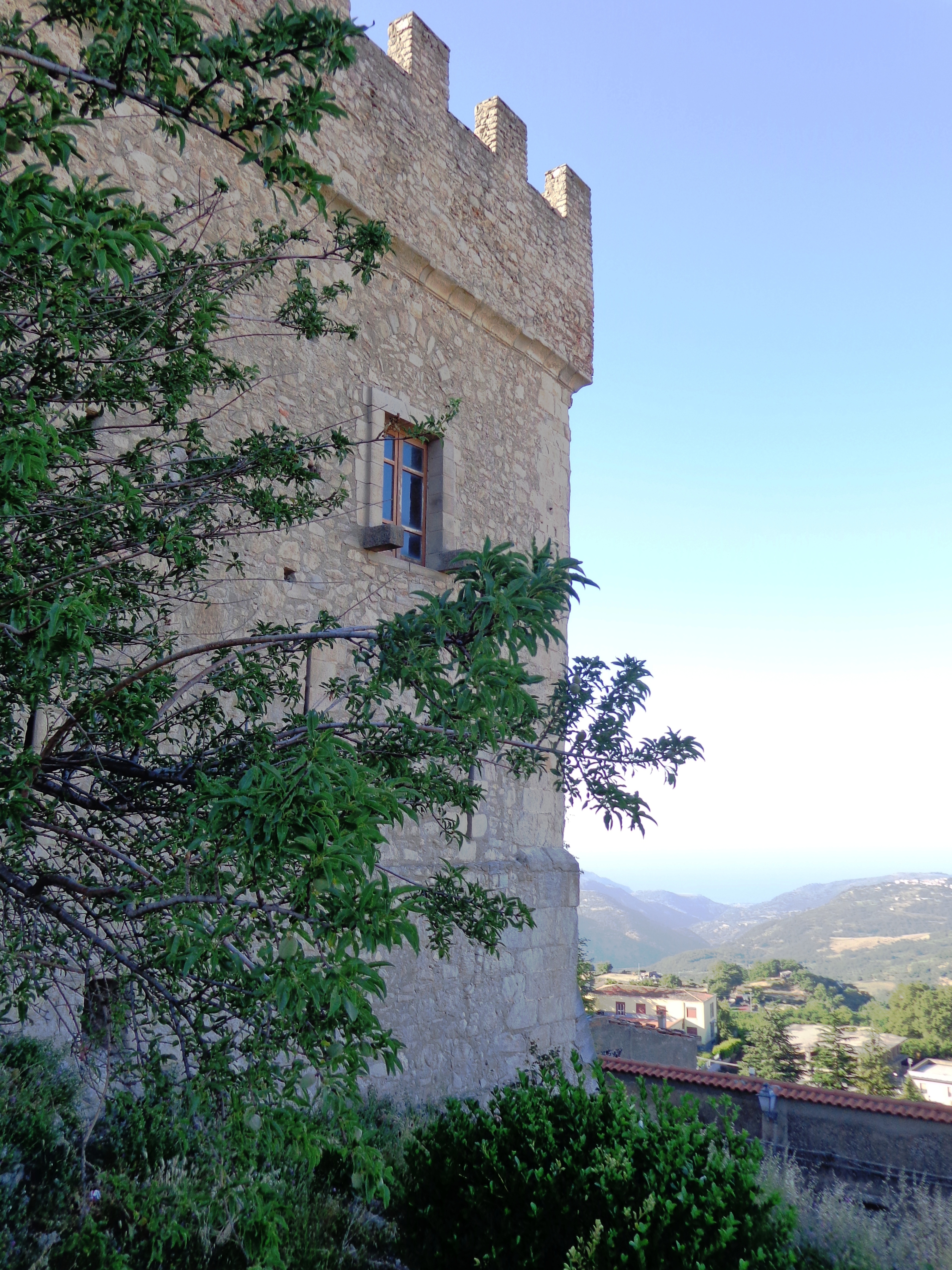
Angolo nord-est

## Accessi
Per chi proviene in auto è consigliabile uscire al casello autostradale di  Falcone,  lungo l'Autostrada Messina-Palermo, percorrere la  in direzione Messina e seguire le indicazioni per Montalbano Elicona attraverso la .
Mentre, per chi desiderasse raggiungere il Castello in treno è preferibile usufruire della più prossima stazione di Falcone.